# George Foreman
George Edward Foreman (ur. 10 stycznia 1949 w Marshall, zm. 21 marca 2025 w Houston) – amerykański pięściarz i pastor. Dwukrotny zawodowy mistrz świata wagi ciężkiej (w tym drugi, zaraz po Bernardzie Hopkinsie najstarszy mistrz świata, miał 45 lat kiedy zdobył tytuł) i mistrz olimpijski z 1968 roku z Meksyku. W swojej karierze pokonał 5 zawodników o tytuł mistrza świata wagi ciężkiej.

## Życiorys
Już pierwszą oficjalną walkę w ringu, 26 stycznia 1967, wygrał przed czasem, nokautując przeciwnika w pierwszej rundzie. Wyjeżdżając na igrzyska olimpijskie miał bilans 16-4 w amatorskim boksie.
W wieku niecałych 20 lat zdobył tytuł mistrza olimpijskiego na igrzyskach olimpijskich w Meksyku w 1968 w wadze ciężkiej (+81 kg) pokonując w finale przez techniczny nokaut w 2. rundzie litewskiego boksera walczącego w barwach ZSRR Jonasa Čepulisa. Wcześniej, w pierwszej walce na igrzyskach wygrał na punkty 4:1 z polskim mistrzem wagi ciężkiej, Lucjanem Trelą, była to jedyna walka, której Foreman nie skończył przed czasem.
Rok później przeszedł na zawodowstwo. W pierwszych dwóch latach walk na zawodowym ringu, 1969–1970, stoczył 25 pojedynków wszystkie rozstrzygając przed czasem. W dwóch kolejnych, 1971–1972 wygrał 12 walk, w tym 9 przed czasem.

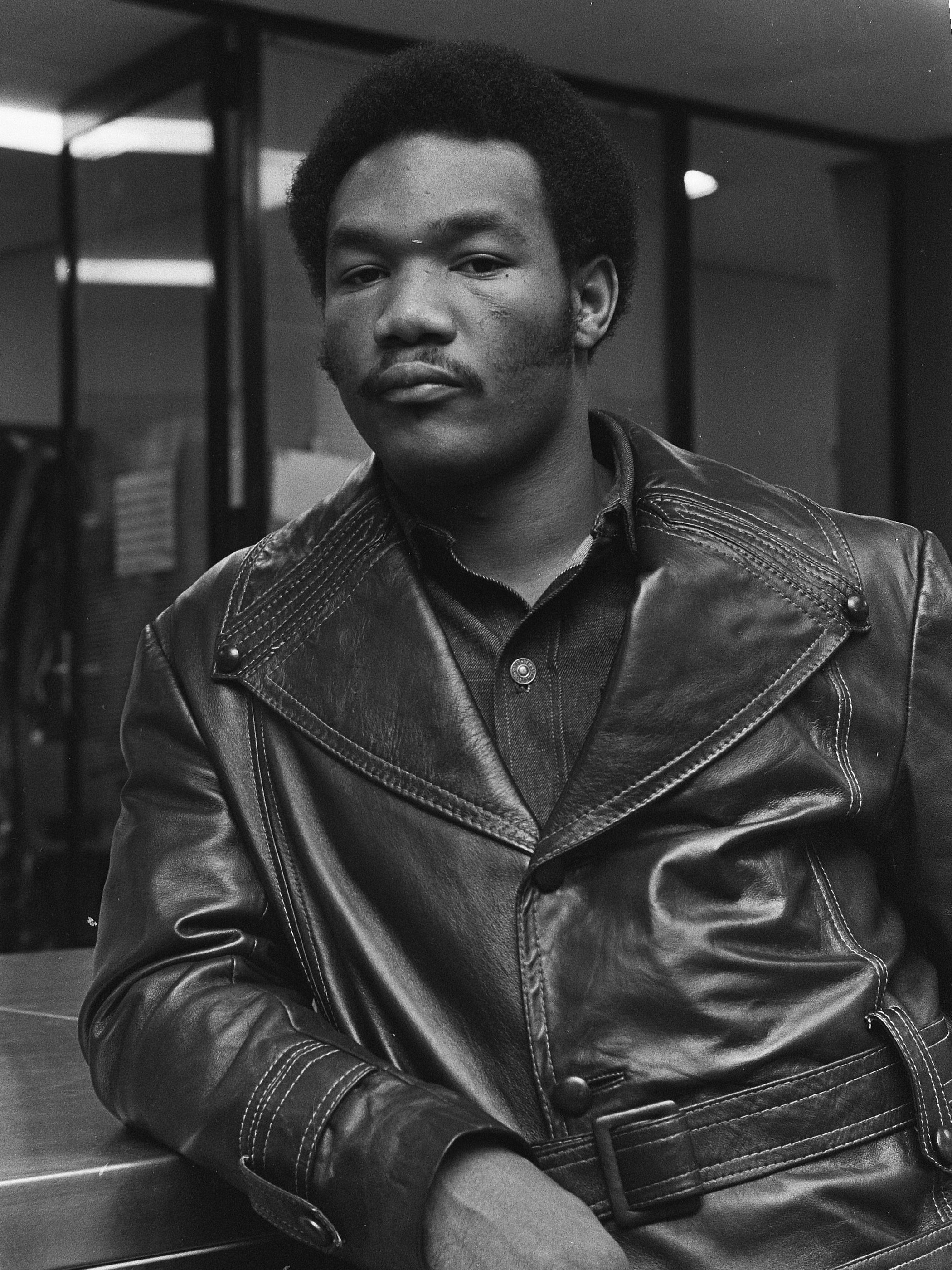
George Foreman (1973)

22 stycznia 1973 roku zdobył swój pierwszy tytuł mistrza świata, pokonując w Kingston na Jamajce ówczesnego mistrza Joego Fraziera, po sześciu knock-downach w pierwszych dwóch rundach. Następnie obronił tytuł po walkach z José Romanem, Kenem Nortonem i ponownie Joem Frazierem.
W 1970 po trzyletniej dyskwalifikacji do ringu wrócił najgłośniejszy pięściarz owych czasów, Muhammad Ali. Po kilku walkach na przetarcie dostał szansę na odzyskanie tytułu. Walka o mistrzostwo świata Foreman – Ali została zorganizowana 30 października 1974 przez Dona Kinga w stolicy Zairu, Kinszasie. Nazwano ją „The Rumble in the Jungle” (pol. Bijatyka w dżungli). Ali przyjął niezwykłą taktykę. Wiedząc, że Foreman zwykle wygrywał przez nokaut w pierwszych rundach, przez siedem pierwszych odsłon pozostawał w defensywie. Opierał się o liny i przyjmował uderzenia na gardę, odpowiadając z rzadka ciosami prostymi. W ósmej rundzie Foreman był już krańcowo zmęczony, wtedy zupełnie nieoczekiwanie Ali błyskawicznie zaatakował, nokautując mistrza.
Po walce obaj zawodnicy zaprzyjaźnili się. Film dokumentalny When We Were Kings (pol. Gdy byliśmy królami) autorstwa Leona Gasta, zdobył w 1996 Oscara w kategorii Film Dokumentalny. Podczas wręczenia nagrody na scenie pojawili się obaj dawni adwersarze, przy czym Foreman pomógł wchodzić po schodach cierpiącemu na chorobę Parkinsona Alemu, ilustrując przyjaźń między sportowcami. 
Walka stała się inspiracją dla twórców kultury: Norman Mailer, który był wśród dziennikarzy obsługujących spotkanie, napisał w 1975 książkę pt. The Fight (pol. Walka). Grupa Jethro Tull nagrała w 1974 piosenkę „Bungle in the Jungle”, podobnie jak The Fugees (wraz z A Tribe Called Quest, Bustą Rhymesem i Johnem Fortém) – „Rumble in the Jungle”, zaś Johnny Wakelin w 1976 piosenkę „In Zaire”. W 2002 walka ta została uznana za 7. największe wydarzenie sportowe w rankingu Channel 4's „100 Greatest Sporting Moments”.
5 listopada 1994 w wieku 45 lat niespodziewanie odzyskał tytuł mistrza świata federacji IBF i WBA, pokonując Michaela Moorera. Pomimo że Moorer kontrolował cały pojedynek, to w 10. rundzie znalazł się na deskach po potężnym prawym prostym Foremana i został wyliczony. Cios ten został okrzyknięty przez magazyn The Ring nokautem roku.

## Życie prywatne
Miał dziesięcioro dzieci, w tym pięciu synów o imieniu George i jedną córkę, która uprawia boks.
Był propagatorem zdrowego żywienia. Reklamował specjalną linię grillów, które pozwalają na przygotowywanie posiłków o mniejszej ilości tłuszczów.

## Wyróżnienia
Odznaczenia
- 2002  Złota Odznaka Honorowa za Zasługi dla Republiki Austrii[6]

Nagrody
- 2003 Wprowadzony do Międzynarodowej Galerii Sław Boksu

## George Foreman w filmie
W 2001 odbyła się premiera filmu Ali w reżyserii Michaela Manna. Rolę Foremana zagrał w nim Charles Shufford.
W 2023 miał premierę film Wielki George Foreman w reżyserii George'a Tillmana Jr. z Khrisem Davisem w roli głównej.